# Сидоров, Михаил Дмитриевич
Михаил Дмитриевич Сидоров (1918—2003)— советский военачальник, генерал-полковник (1984). Начальник штаба Ракетных войск и артиллерии Сухопутных войск СССР.

## Биография
Родился в 1918 году в Москве.
С 1936 года в РККА. С 1938 года после окончания 1-го артиллерийского военного училища, командовал взводом в частях ВВС РККА.
С 1941 года участник Великой Отечественной войны, в должностях командира батареи, дивизиона, артиллерийской бригады воевал на Донском, Центральном, 1-м Белорусском и Забайкальском фронтах. В 1943 году во время Курской битвы был ранен. До 1945 года занимал должности начальника оперативного отделения — 1-й гвардейской артиллерийской дивизии РГК и управления командующего артиллерией 25-й армии ДВФ.
После войны на командных должностях в Вооружённых силах СССР — с 1961 года генерал-майор  артиллерии занимал должности командующего РВиА армии, с 1967 года генерал-лейтенант  артиллерии — командующий РВиА военного округа, с 1977 года генерал-полковник артиллерии — начальник штаба Ракетных войск и артиллерии Сухопутных войск. В 1984 году получил звание генерал-полковника.
Умер в Москве в 2003 году, похоронен на Троекуровском кладбище.

## Воинские звания
- Генерал-майор артиллерии (9.05.1961)
- Генерал-лейтенант артиллерии (25.10.1967)
- Генерал-полковник артиллерии (27.10.1977)
- Генерал-полковник (26.04.1984)[1]

## Награды
- Орден Красного Знамени
- Орден Отечественной войны I ст.
- Три ордена Красной Звезды
- Орден «За службу Родине в Вооружённых Силах СССР» III ст.

## Сочинения
- Огневое поражение при прорыве обороны противника по опыту Великой Отечественной войны. // Военно-исторический журнал. — 1984. — № 8. — С. 18-23.
- Борьба с артиллерией противника в ходе контрнаступления под Сталинградом. // Военно-исторический журнал. — 1986. — № 6. — С. 25-30.